# 무코시
무코시(일본어: 向日市)는 일본 교토부에 있는 시이다.

## 지리
교토 분지 남서단에 위치하고 서쪽은 오시오산을 시작으로 하는 니시야마 연봉을 바라보고 동쪽에는 가쓰라가와강이 흐른다. 이 때문에 전반적으로 북서 방향이 고지이고 남서 방향이 저지와 평탄한 지형이다. 시역을 거의 종단하는 형태로 JR 도카이도 본선·한큐 교토 본선이 지난다. 덧붙여 면적은 7.67km2로 일본의 시 중에서 4번째로 좁다.
나가오카쿄시, 오야마자키정과 함께 죽순 산지로 유명하다.

## 역사
8세기 말에 간무 천황은 수도를 나라에서 나가오카쿄로 이전하였다. 새로운 수도는 현 무코시의 많은 부분을 포함했고 연구 결과 황궁이 이곳에 위치했음이 밝혀졌다. 남쪽으로 시는 또한 나가오카쿄의 일부를 포함한다. 습기가 많고 질병이 돌았기 때문에 간무 천황은 수도를 나가오카쿄에서 오늘날의 교토에 해당하는 헤이안쿄로 이전하였다.
1889년 정촌제 시행으로 무코정이 성립하였고 1972년 10월 1일에 시로 승격하였다.

## 교통

### 철도
- 한큐 전철 교토 본선
  - (← 니시쿄구 라쿠사이구치역) - 히가시무코역 - 니시무코역 - (나가오카쿄시 나가오카텐진역 →)

- 서일본 여객철도 JR 교토선
  - (← 미나미구 가쓰라가와역) - 무코마치역 - (나가오카쿄시 나가오카쿄역 →)

### 도로
- 메이신 고속도로
- 국도 제171호선 (일본)(일본어판)

## 인구
| 연도  | 인구   | ±%      |
| ----- | ------ | ------- |
| 1886  | 3,528  | —       |
| 1920  | 4,712  | +33.6%  |
| 1925  | 5,188  | +10.1%  |
| 1930  | 5,959  | +14.9%  |
| 1940  | 8,072  | +35.5%  |
| 1950  | 9,243  | +14.5%  |
| 1960  | 12,734 | +37.8%  |
| 1970  | 36,988 | +190.5% |
| 1980  | 50,604 | +36.8%  |
| 1990  | 52,928 | +4.6%   |
| 2000  | 53,425 | +0.9%   |
| 2010  | 54,328 | +1.7%   |
| 2017* | 55,729 | +2.6%   |
| 출처: |        |         |